# André Maeder
 (juin 2010).
Si vous disposez d'ouvrages ou d'articles de référence ou si vous connaissez des sites web de qualité traitant du thème abordé ici, merci de compléter l'article en donnant les références utiles à sa vérifiabilité et en les liant à la section « Notes et références ».
Pour les articles homonymes, voir Maeder.
André Maeder, né le 10 janvier 1942, est un astronome suisse, professeur d'astronomie à l'Université de Genève (Suisse), neuvième directeur de l'Observatoire astronomique de l'Université de Genève de 1992 à 1998. Professeur honoraire depuis 2007.

## Biographie
Études universitaires en physique et astronomie à Genève, professeur assistant en 1977, puis professeur ordinaire en 1982 à l'Université de Genève, directeur de l'Observatoire astronomique de l'Université de Genève de 1992 à 1998.
Sous sa direction, une hall-coupole est construite sur le site de Sauverny en 1992 et la construction de deux télescopes jumeaux de 1,2 mètre est menée, pour le site de La Silla au Chili (télescope genevois Euler, mis en service en 1998) et pour le site de La Palma aux Canaries (télescope belge Mercator, mis en service en 2001). De plus, l'INTEGRAL Science Data Centre (ISDC) est établi à Écogia en 1995. L'ISDC, dirigé par Thierry Courvoisier, est un institut attaché à l'Observatoire de l'Université de Genève, chargé du traitement des données fournies par le télescope Integral de l'ESA.
André Maeder a été professeur invité aux Universités de Louvain, Grenade, Vienne, Lausanne, Boulder, Vancouver, ainsi que dans diverses écoles d'été (Les Houches, Aussois, São Paulo).
Sur le plan international, coéditeur de Fundamental of Cosmic Physics (1979-1992), membre de l'Editorial Board of Europhysics News (1979-1985), membre des Comités Scientifiques des Observatoires de Paris (1985-1993) et Padova (1986-1990), président de la commisison Structure des étoiles de l'Union Astronomique Internationale (1988-1991), président du Board of Directors du journal européen Astronomy and Astrophysics (1993-1999), membre de la commission scientifique du Fonds National de Belgique (dès 2000), membre du Visiting Committee de ESO (2003-2006).
Sur le plan national, membre de la Commission Suisse d'Astronomie (1978-1984), membre de la Commission Fédérale pour les Affaires Spatiales (1980-1988), président de la Société Suisse d'Astrophysique et d'Astronomie (1981-1984), président de la Section de physique et d'astrophysique de l'Académie Suisse des Sciences (1988-1994).
Sur le plan local, représentant de la Faculté des Sciences dans les Commissions de développement (1991-1995), administrative (1995-2007) et de recherche (1999-2007) de l'Université, Vice-Président du Sénat des professeurs de l'Université (2000-2007), membre des jurys des Prix Arditi (dès 2000) et Latsis (dès 2003).
Le domaine de recherche d'André Maeder est l'évolution stellaire et la nucléosynthèse, en tenant compte en particulier des effets de la perte de masse par les vents stellaires, la rotation et les processus de mélange hydrodynamiques.
Auteur des livres Physics, Formation and Evolution of Rotating Stars (2009, Springer-Verlag, Berlin) et La plus grand énigme de l'Astronomie – De Newton et Einstein à l'énergie et matière noires, collection SPOT Sciences, edp sciences, 2023.
En 2017, il propose de prendre en compte une nouvelle hypothèse dite de « l'invariance d'échelle du vide ». Les premiers tests du modèle semblent corroborer les observations. Le nouveau modèle permettrait de se passer de matière et d’énergie noires,. Cette approche est contestée et ce travail parfois qualifié « d'inconsistant ».
L'astéroïde (116166) Andrémaeder a été nommé d'après lui.